# بلانکنفلده
بلانکنفلده (به آلمانی: Berlin-Blankenfelde) یک منطقهٔ مسکونی در آلمان است که در Pankow واقع شده‌است. بلانکنفلده ۱٬۹۱۷ نفر جمعیت دارد.

## نگارخانه

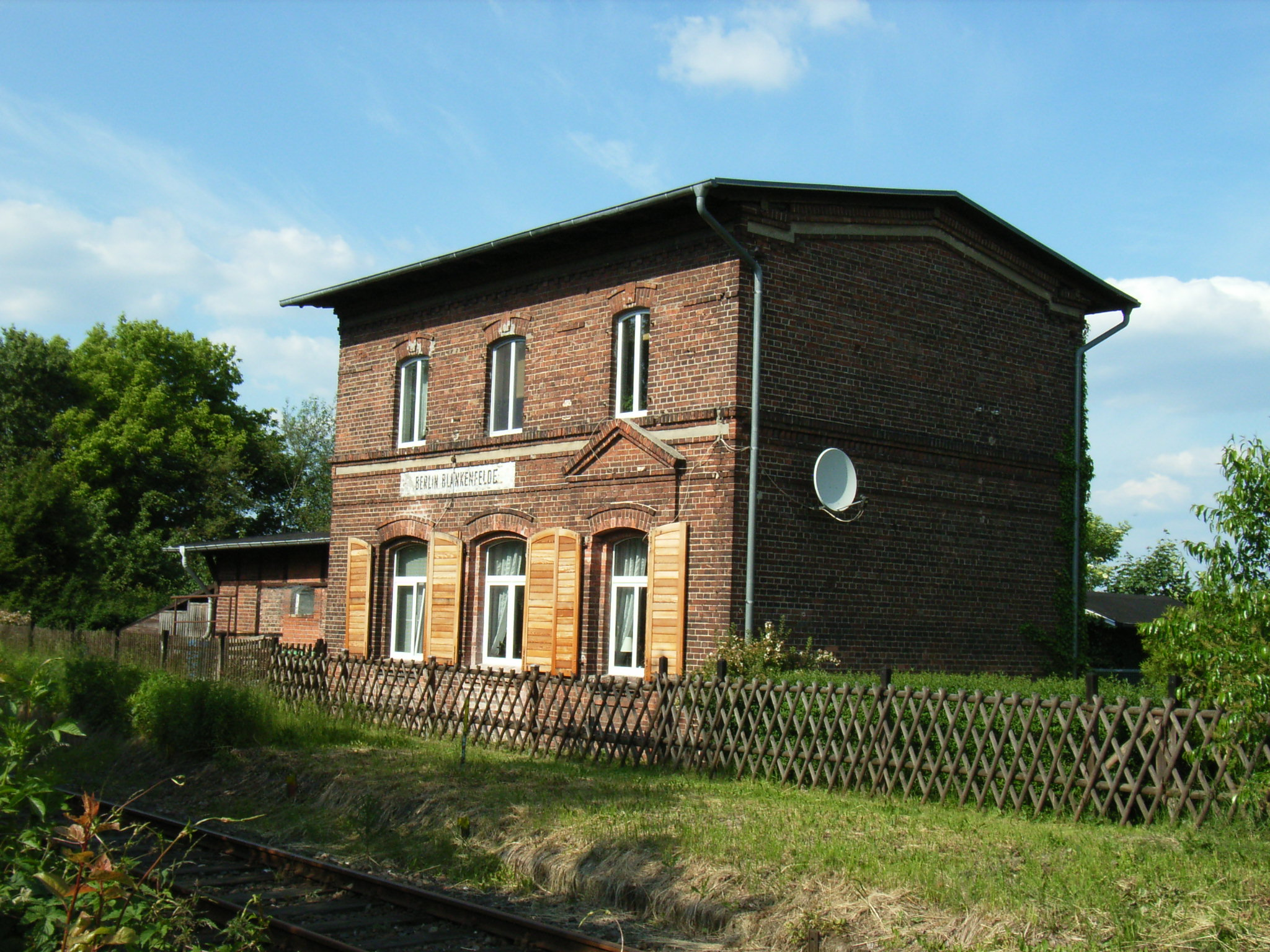
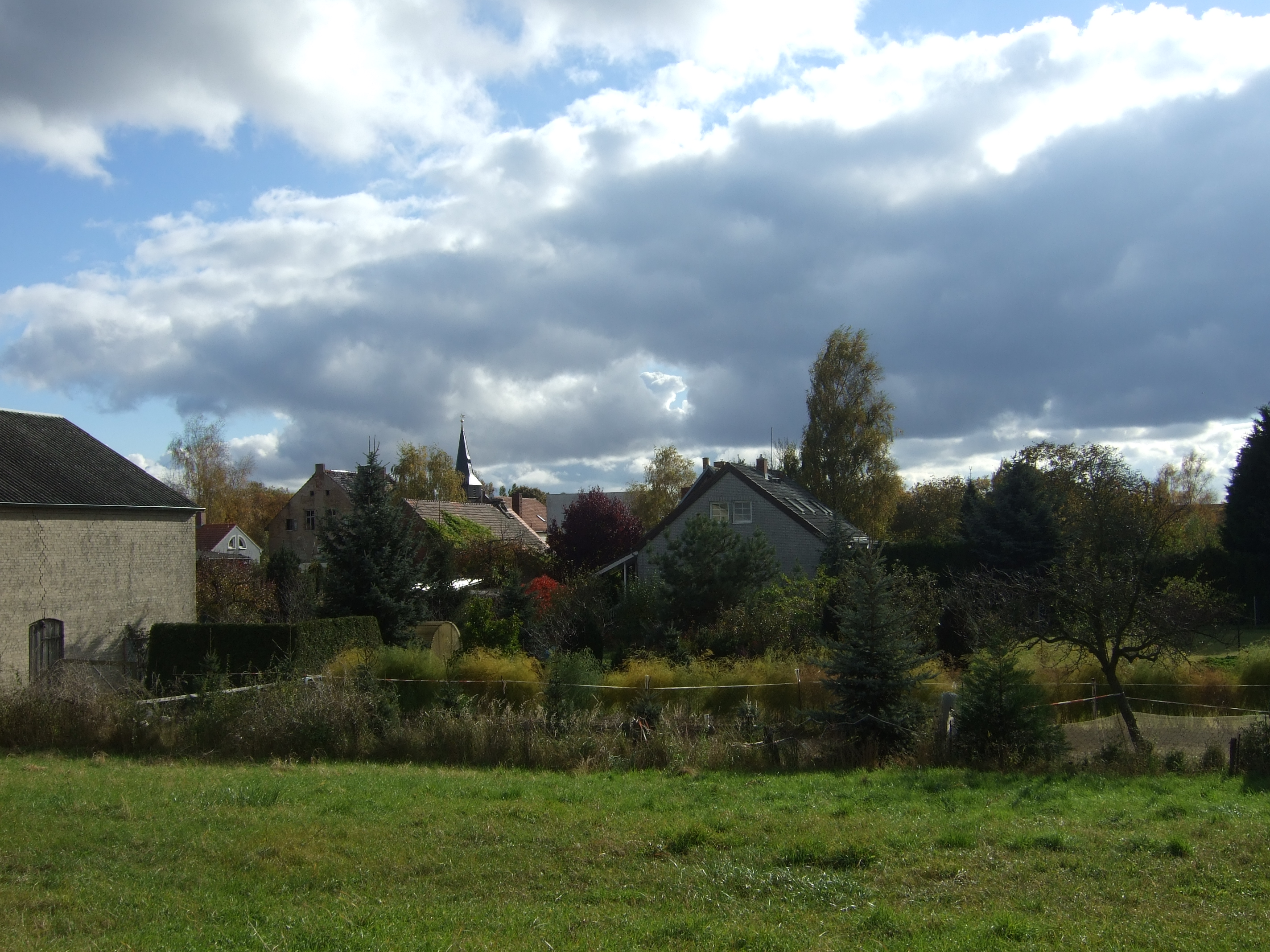